# Ангри
А̀нгри (на италиански: Angri) е град и община в Южна Италия, провинция Салерно, регион Кампания. Разположен е на 32 m надморска височина. Населението на общината е 32 576 души (към 2011 г.).